# 布魯諾·雷森德
布魯諾·雷森德（1986年7月2日—）是一位巴西排球運動員。他現在效力於巴西的Vôlei Renata俱樂部，他也代表巴西國家男子排球隊參賽，並擔任球隊的隊長。

## 生涯

### 國家隊
布魯諾的排球生涯始於巴西排球青年隊時, 他與隊伍在2005年的世界青年男子排球錦標賽獲得亞軍。自從他於2007年轉入成人隊後，陸續贏得世界排球聯賽、泛美運動會、世界盃排球賽，以及南美洲排球錦標賽等獎項。到了2008年，他隨巴西隊參加了北京奧運男子排球比賽，而巴西最終在該賽事得到亞軍。
布魯諾在2009年幫助國家隊獲得世界排球聯賽及世界大冠軍盃的兩座冠軍，於隔年贏得世界排球聯賽的第三座冠軍，並獲得他的第一個世界排球錦標賽冠軍 。他和隊伍在2011年獲得世界排球聯賽的亞軍，並相繼在南美洲排球錦標賽與泛美運動會稱霸。巴西在數月後的世界盃排球賽獲得銅牌。2012年，巴西於倫敦奧運男子排球比賽冠軍戰中不敵俄羅斯並遭對方逆轉勝，繼四年前的北京奧運後，巴西連續兩次在奧運排球賽事中獲得銀牌。
巴西在2013年獲得世界排球聯賽亞軍以及南美洲排球錦標賽、世界大冠軍盃排球賽兩面金牌。在2014年，身為舉球員的布魯諾與隊伍獲得了世界排球聯賽的銀牌，並在該年的世界排球錦標賽的冠軍戰中與波蘭展開戲劇化的對決，最終巴西獲得銀牌。在2016年的里約奧運男子排球比賽中,作為地主隊的巴西於冠軍戰中以3比0的比數擊敗義大利，睽違12年贏得奧運男子排球比賽的金牌。而布魯諾個人則是獲頒「最佳舉球員」的獎項。
布魯諾率領巴西隊在2017年拿下世界大冠軍盃排球賽與世界排球聯賽之冠軍，然而於2018年的世界排球錦標賽中，巴西再度於冠軍戰中敗於波蘭，連續兩屆以銀牌坐收。到了2019年，巴西隊以驚人的成績(11勝0敗)摘下世界盃排球賽的金牌。在2021年，近35歲的布魯諾繼續帶領球隊，取得男子排球國家聯賽的首座冠軍。布魯諾被選為2020東京奧運巴西代表團的掌旗官，與巴西的柔道選手Ketleyn Quadros一同出席開幕儀式。巴西在東京奧運的八強戰擊敗地主日本，然而卻在四強戰與銅牌戰先後敗給俄羅斯和阿根廷，錯失奪牌的機會。這是巴西自2000年雪梨奧運的21年後，再度未於奧運排球比賽中獲得獎牌的一次。

### 個人生活
布魯諾出生於排球家庭，其雙親皆曾為排球選手，兩人在布魯諾孩提時期便已離異。他的母親Vera Mossa曾代表巴西女子排球隊參與過三次奧運(1980、1984、1988)；父親Bernardo Rezende則是1984年洛杉磯奧運男子排球銀牌得主，並於2001年至2017年擔任巴西國家男子排球隊的教練。因為父親的教練身分，布魯諾與其父親曾要面對外界許多關於「靠關係」的質疑。這使得Bernardo對自己的兒子更加嚴格、對兒子有更多的要求，而布魯諾也以自身實力打破那些質疑。
布魯諾有一位同母異父的兄長Edson(1981年出生)，是他的母親Vera Mossa在與籃球選手Éder Mundt Leme的第一段婚姻中所生的孩子。母親與Bernardo Rezende離婚後和他人另組家庭，因此他有一位同母異父的妹妹Luisa。父親的第二段婚姻對象為前排球選手Fernanda Venturini，二人育有兩女：Júlia(2002年出生)和Victória(2009年出生)，她們是布魯諾同父異母的妹妹。
他與巴西知名足球選手內馬爾為好友。

## 運動成就

### 俱樂部
- 世界男排俱樂部錦標賽
  -  2018 – 與盧貝排球
  -  2019 – 與盧貝排球

- CEV冠軍聯賽
  -  2019 – 與盧貝排球

- CEV盃
  -  2022–23 – 與摩德納排球

- 南美洲排球俱樂部錦標賽
- 2009 – 與Cimed Florianópolis

#### 國內聯賽
- 2003/2004  巴西排球超級聯賽，與Unisul Florianópolis
- 2005/2006  巴西排球超級聯賽，與Cimed Florianópolis
- 2007/2008  巴西排球超級聯賽，與Cimed Florianópolis
- 2008/2009  巴西排球超級聯賽，與Cimed Florianópolis
- 2009/2010  巴西排球超級聯賽，與Cimed Florianópolis
- 2012/2013  巴西排球超級聯賽，與RJX
- 2014/2015  義大利盃，與摩德納排球
- 2015/2016  義大利超級盃，與摩德納排球
- 2015/2016  義大利盃，與摩德納排球
- 2015/2016  義大利排球聯賽，與摩德納排球
- 2018/2019  義大利排球聯賽，與盧貝排球
- 2019/2020  義大利盃，與盧貝排球

### 國家隊
- 2005  世界青年男子排球錦標賽
- 2007  美洲盃
- 2007  南美洲排球錦標賽
- 2007  泛美運動會
- 2007  世界盃排球賽
- 2008  美洲盃
- 2008  奧林匹克運動會
- 2009  世界排球聯賽
- 2009  南美洲排球錦標賽
- 2009  世界大冠軍盃排球賽
- 2010  世界排球聯賽
- 2010  世界排球聯賽
- 2011  世界排球聯賽
- 2011  南美洲排球錦標賽
- 2011  泛美運動會
- 2011  世界盃排球賽
- 2012  奧林匹克運動會
- 2013  世界排球聯賽
- 2013  南美洲排球錦標賽
- 2013  世界大冠軍盃排球賽
- 2014  世界排球聯賽
- 2014  世界排球錦標賽
- 2015  南美洲排球錦標賽
- 2016  世界排球聯賽
- 2016  奧林匹克運動會
- 2017  世界大冠軍盃排球賽
- 2017  世界排球聯賽
- 2017  南美洲排球錦標賽
- 2018  世界排球錦標賽
- 2019  世界盃排球賽
- 2021  男子排球國家聯賽
- 2021  南美洲排球錦標賽
- 2022  世界男子排球錦標賽

### 個人
- 2006 巴西排球超級聯賽 – 最佳舉球員
- 2007 巴西排球超級聯賽 – 最佳舉球員
- 2007 美洲盃 – 最佳舉球員
- 2008 巴西排球超級聯賽 – 最佳舉球員
- 2008 美洲盃 – 最佳舉球員
- 2009 巴西排球超級聯賽 – 最佳舉球員
- 2009 世界大冠軍盃排球賽 – 最佳舉球員
- 2013 世界排球聯賽 – 最佳舉球員
- 2013 南美洲排球錦標賽 – 最佳舉球員
- 2013 世界大冠軍盃排球賽 – 最佳舉球員
- 2015 南美洲排球錦標賽 – 最佳舉球員
- 2016 里約奧運男子排球比賽 – 最佳舉球員
- 2017 南美洲排球錦標賽 – 最佳舉球員
- 2019 世界男排俱樂部錦標賽 – 最有價值球員(MVP)
- 2019 世界男排俱樂部錦標賽 – 最佳舉球員

## 外部連結
- Bruno Mossa de Rezende （页面存档备份，存于）在義大利排球聯賽
- Bruno Mossa de Rezende在歐洲排球聯合會
- Bruno Rezende （页面存档备份，存于）在國際排球聯合會
- 布魯諾·雷森德在Olympics.com的个人资料和比赛数据
- 布魯諾·雷森德在Olympic.org的的个人资料和比赛数据（存档）
- Bruninho (Bruno Mossa de Rezende)在Olympedia的个人资料和比赛数据

| 獎項                    | 獎項                                            | 獎項                                  |
| ----------------------- | ----------------------------------------------- | ------------------------------------- |
| 前任： Ricardo Garcia   | 世界大冠軍盃排球賽 最佳舉球員 2009 2013         | 繼任： 西莫內·詹內利                  |
| 前任： 喬治·布拉托夫    | 世界排球聯賽 最佳舉球員 2013                    | 繼任： 赛义德·马鲁夫                  |
| 前任： 卢西亚诺·德切科  | 南美洲排球錦標賽 最佳舉球員 2013 2015 2017 2021 | 繼任： TBD                            |
| 前任： 喬治·布拉托夫    | 奧運 最佳舉球員 2016                            | 繼任： 卢西亚诺·德切科                |
| 前任： 阿隆·羅素        | 世界男排俱樂部錦標賽 最有價值球員 2019          | 繼任： Miguel Ángel López             |
| 奥林匹克运动会          |                                                 |                                       |
| 前任： Edson Bindilatti | 巴西 掌旗官 · 東京 2020 · 與 · 凱特琳·夸德羅斯  | 繼任： Edson Bindilatti 雅克利娜·莫朗 |